# Batoș
Batoș é uma comuna romena localizada no distrito de Mureș, na região histórica da Transilvânia. A comuna possui uma área de 83.67 km² e sua população era de 4194 habitantes segundo o censo de 2007.